# Axel Lezius
Günter Axel Lezius (* 14. Dezember 1931 in Mainz; † 16. Oktober 2022 in Münster) war ein deutscher Biochemiker und Hochschullehrer.

## Leben
Axel Lezius wurde 1959 in München mit einer Arbeit über Thiosulfatdesulfhydrase und Sulfitreduktase – zwei Enzyme des Schwefelstoffwechsels der Bäckerhefe promoviert. Er schloss einen Postdoc-Aufenthalt an der University of California, Berkeley an und erhielt 1971 an der Universität Göttingen die venia legendi für Biochemie. Einem Ruf an das Institut für Biochemie der Westfälischen Wilhelms-Universität Münster (WWU) folgte er 1976. Dort wurde er 1997 pensioniert.
Sein Arbeitsgebiet waren zunächst die DNA-Polymerasen. Er gehörte dem Deutschen Humangenomprojekt an, das zur Entschlüsselung der Gensequenz des menschlichen Genoms beitrug. Lezius etablierte zudem molekulargenetische Arbeitsmethoden am Münsteraner Institut.

## Veröffentlichungen
Axel Lezius verfasste zahlreiche wissenschaftliche Veröffentlichungen
- Axel Lezius bei PubMed